# Setaria restioidea
Setaria restioidea är en gräsart som först beskrevs av Adrien René Franchet, och fick sitt nu gällande namn av Otto Stapf. Setaria restioidea ingår i släktet kolvhirser, och familjen gräs. Inga underarter finns listade i Catalogue of Life.